# Battle City
Battle City (バトルシティー) est un jeu vidéo d'action développé et édité par Namco, sorti en 1985 sur borne d'arcade, Sharp X1, NES, et Game Boy. Il fait suite à Tank Battalion et précède Tank Force.

## Système de jeu
Le jeu met en scène des combats de tanks.

## Accueil
- Famitsu : 24/40 (GB)[1]